# Verdamper
Een verdamper is een apparaat waarin een vloeistof geheel of gedeeltelijk verdampt. De faseovergang van vloeistof naar damp kan verwezenlijkt worden door de toevoer van warmte, zoals in een stoomketel, of door een plotse drukval (ontspanningsverdamping of "flash"-verdamping van een tot vloeistof verdicht gas).
Vaak worden verdampers toegepast in een gesloten circuit, dat aan het andere uiteinde een condensor bevat. Als het erom gaat arbeid om te zetten in een warmtestroom (of omgekeerd) vindt men in dit circuit ook een compressor en een turbine of smoorventiel. Dit is het geval in koelkasten en airconditioningsystemen, waar verdampers worden gebruikt om het koelmiddel te verdampen, dat daarbij warmte onttrekt aan de omgeving. Hetzelfde principe wordt gebruikt in elektriciteitscentrales die met stoomturbines zijn uitgerust.
In de procestechniek worden verdampers onder meer aangewend voor de ontzilting van zeewater en de winning van drinkwater; het opconcentreren van oplossingen of suspensies, bijvoorbeeld van vruchtensappen; het recupereren van oplosmiddelen; of het doen uitkristalliseren van opgeloste stoffen uit een oververzadigde oplossing.
Daarnaast bestaat ook een verdamper in de anesthesie een anesthesieverdamper zoals de isofluraanverdamper, die een vloeibaar dampvormig anestheticum omzet in een gas.